# Шацкий, Никита Николаевич
Никита Николаевич Шацкий (род. 16 февраля 1995, Подольск, Московская область) — российский хоккеист, нападающий.

## Биография
Воспитанник подольского «Витязя». Начинал играть в сезоне 2011/12 за команду МХЛ «Русские витязи» Чехов, за которую выступал до сезона 2015/16. В 2014 году провёл 19 матчей в КХЛ за «Витязь». Играл за команды ВХЛ ТХК Тверь (2014/15, 2015/16), «Химик» Воскресенск (2016/17 — 2017/18), «Рубин» Тюмень и «Рязань» (2018/19), «Буран» Воронеж, «Молот-Прикамье» Пермь и «Южный Урал» Орск (все — 2019/20). Три сезона отыграл в Германии за клубы «Крефельд Пингвин» (2020/21, 2022/23) и «Хёхштадт» (Хёхштадт-ан-дер-Айш, 2021/22).
В июле 2023 года перешёл в «Могилёв», за который играл в Кубке Белоруссии. 28 сентября подписал контракт с клубом «Хумо» Ташкент из чемпионата Казахстана. Проведя 12 матчей, 15 ноября покинул клуб и вскоре стал играть в ВХЛ за «Кристалл» Саратов.
Участник юниорского чемпионата мира 2013.